# 마하티르 빈 모하맛
툰 독토르 마하티르 빈 모하맛(말레이어: Tun Dr. Mahathir bin Mohamad, 자위 문자: محضير بن محمد, IPA: [mahaðɪ(r) bɪn mohamad], 1925년 7월 10일~)는 말레이시아의 정치인으로 제4대, 제7대 총리를 지냈다. 별명은 "Che Det"이며, 1947년 7월 20일 "말레이 여성들을 자유롭게 만들다"(Wanita Melayu Mencipta Kebebasan Sendiri)라는 칭호가 붙은 더 스트레이츠 타임즈 싱가푸라(The Straits Times Singapura)에서 필명처럼 자주 사용되던 이름이다. 그는 1981년 7월 16일부터 2003년 10월 31일까지 22년 간을 총리로 재임했으며, 그 기간 동안 경제정책을 성공시키는가 하면 국가의 위상을 높이기도 했다. "신흥 중진국"으로 명명될 때까지, 말레이시아는 동남아 국가 중 세계 무대에서 가장 유력한 나라였다.
아시아 정치지도자 가운데 최장기 집권을 한 정치가로도 유명하다. 의대출신으로 10년 동안 의사생활을 하기도 한 '늦깎이' 정치인이었지만, 원료 수출국이었던 가난한 말레이시아를 세계 17대 경제국이자 첨단산업국가로 만들어 놓았다. 1982년 총선에서 압승을 거둔 이후 2003년 10월 물러날 때까지 5차례나 연임했다. 마하티르 시대 말레이시아의 가장 큰 발전은 권력의 중심을 쿠알라룸푸르에서 푸트라자야로 옮기려는 그의 계획에서 일어났습니다. 쿠알라룸푸르 국제공항과 북남고속도로 등 주요 국가 프로젝트를 지휘하고 외국인 투자를 적극적으로 유치한 점 등은 긍정적으로 평가받았다. 1997 ∼1998년 아시아 금융위기 때는 국제통화기금(IMF) 권고안을 거부하고 금리인하, 고정환율제 도입, 외화 국외유출 금지 등 ‘극약처방’을 통해 위기극복에 나서, 결과적으로는 IMF도 인정하는 경제성장을 이뤄냈다.
2018년에는 마하티르가 다시 말레이시아 총리로 선출되어. 이때 그는 전 세계적인 주목을 받았으며, 말레이시아 정치의 변화를 이끌었다. 하지만 2020년 연정 내부의 분열로 임기를 끝냈다. 2022년 총선에서는 랑카위에서 투쟁당(뻐주앙) 후보로 나섰지만 낙선했다. 그러나 마하티르는 말레이시아 정치와 세계 정치 사회에서 여전히 영향력 있는 인물이다.

## 젊은 시절
마하티르 1925년 12월 20일 말레이 비연합주에 속한 크다주의 알로르스타르에서 모하맛 빈 이스칸다르와 완 틈파완 완 하나피 사이에서 9남매 중 막내로 태어났다. 프낭 출신으로 말레이시아에서 교사로 활동하던 아버지 모하맛 빈 이스칸다르는 말레이인/인도인 혼혈이었고, 크다 출신인 어머니 완 틈파완 완 하나피는 순혈 말레이인이었다. 사실, 그의 집안은 귀족 출신이 아니었고, 두드러진 종교관이나 정치관이 없었다는 견해가 존재한다. 마하티르의 아버지는 사회/경제적으로 낮은 지위에 있던 학교장이었는데, 이는 어머니 완 틈파완이 크다의 왕족들과 관계를 맺는 동안 그의 딸이 중학교에 입학할 수 없었다는 것과 관련이 있다. 두 부부가 결혼하기 전에, 마하티르에게는 6명의 반 형제자매(half-sibling)와 2명의 완전형제자매(full-sibling)가 있었다.
마하티르는 근면한 학생이었다. 그의 아버지가 그에게 공부를 시키기도 했지만, 한편으로 그는 체육에 약간 관심을 보이기도 했다. 그는 영국 중학교(당시 말레이시아는 영국의 지배를 받고 있었다)의 학생으로 선발되기도 했고, 다른 초등학교 친구들보다도 뛰어난 영어 실력을 보이기도 했다. 말레이시아가 일본에 점령당했던 제2차 세계 대전 무렵, 그는 사업 - 처음에는 커피, 그 다음에는 피상 고렝(pisang goreng, 바나나 튀김)과 기타 스낵류 - 을 하였다. 전쟁이 끝난 후, 그는 좋은 성적으로 중학교를 졸업하고(말레이시아는 고등학교가 없고, 대신 중학교가 5학년까지 있다) 싱가포르의 킹 에드워드 7세 대학교(현재 싱가포르 국립 대학교)에 입학하여 의학을 공부했다. 당시 그는 훗날 부인이 되는 동창 시티 하스마흐 모하맛 알리(Siti Hasmah Mohamad Ali)를 만났다. 졸업 후, 그는 1956년 결혼하기 전까지 공직 의사로 활동했다. 그는 그의 업무를 마련하였고, 동년 알로르 스타르로 돌아왔다. 그는 마을의 첫 번째 말레이인 의사였고, 또 사회적으로도 크게 성공했다. 그는 커다란 집을 짓고, 다양한 사업에 투자했으며, 자신의 폰티악 카탈리나(Pontiac Catalina, 자동차)를 운전해 줄 중국계 기사를 고용하기도 했다. 1957년, 그는 부인이 된 시티 하스마흐와의 사이에서 첫 아이 마리나 마하티르(Marina Mahathir)를 낳았는데, 그 전에도 3명을 더 낳을까에 대해 고민하기도 했고 앞으로 28년 동안 3명을 입양하기도 했다.

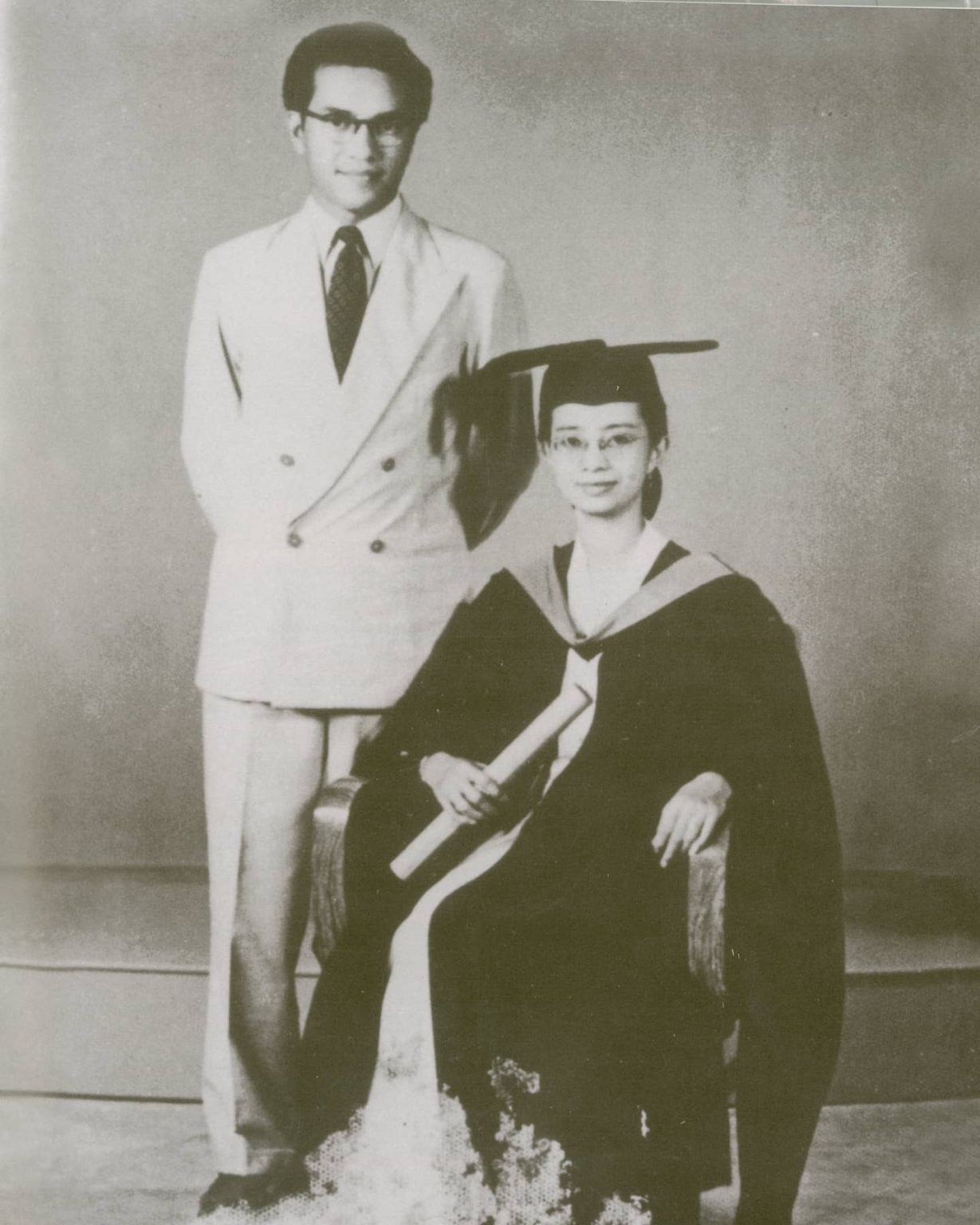
마하티르와 시티 하스마의 젊었을 때 사진 (1955)

## 정치 활동

### 정계 입문
말레이시아가 일본으로부터 독립한 이후, 마하티르는 정치적인 활동을 시작했다. 한편으로 그는 단명한 말레이 연방(1946-1948) 시절 비(非)말레이인들의 시민 인정을 요구하는 시위에 참여하기도 했다. 그는 나중에 의과 대학에서 말레이인에 대한 차별 철폐를 주장하기도 했다. 대학 시절 더 스트레이츠 타임즈(The Straits Times)의 학생 저널에서 체 뎃(C.H.E. Det)이라는 필명으로 활동하며 말레이어의 공용어 지정 등을 주장하는 등, 말레이인의 권리 향상을 주장했다. 알로르 스타르에서 의사 활동을 하던 무렵(1959년 총선 전후) 통일말레이국민조직(UMNO)에서 활동하기 시작했으며, 이후 크다 주당의 의장이 되었다. 비록 UMNO에서 명성을 떨쳤음에도 불구하고 그는 1959년 총선에 불출마했는데, 이는 당시 총리였던 툰쿠 압둘 라만(Tunku Abdul Rahman)과의 대립 때문이었다. 마하티르가 압둘 라만이 자국을 독립 후에도 영연방의 일원으로 두려 하는 정책을 비판하면서, 둘의 관계는 악화되기 시작했다. 이제 압둘 라만은 마하티르의 정책 - UMNO의 후보가 되기 위한 최소한의 자격을 도입하는 정책 - 에 반대하게 되었다. 이는 시위로 인해 정계 입문을 좀 늦춘 그에게 있어 충분히 중요한 문제였다. 물론 길게 늦어지지는 않았다. 1964년 총선에서, 마하티르는 알로르 스타르의 코타 스타르 슬라탄의 연방의회 의원으로 당선되었다.

### 국회의원 시절에서 출당 후까지
하지만 마하티르는 평의원으로서 명성을 떨쳤음에도 불구하고, 1969년 총선에서 범말레이시아이슬람당(Pan-Malaysian Islamic Party, 말레이시아의 야당)의 유소프 라와(Yusof Rawa)에게 패하였다. 마하티르는 이 이유를 중국계 유권자들이 UMNO에서 PAS로 이탈하였기 때문이라고 생각했다. 당시 동년 5월 13일에 있었던 대규모 인종 폭동(5·13 사건이라고 부르며, 말레이계와 중국계간의 충돌로 빚어져 수백명이 사망했다)이 일어나면서, UMNO는 총선에서 참패를 당하고 말았다. 사실, 마하티르는 작년에 일이 터질 것이라는 것을 예측했다. 더 이상 국회의원이 아닌 그는, 압둘 라만에게 말레이인 이해관계 유지에 결점이 있었다며 이를 비판하는 내용의 편지를 보냈다. 이는 곧 압둘 라만의 사퇴를 요구하는 것으로 이어진다. 곧 마하티르는 1969년 말 UMNO의 최고회의에서 쫓겨난 데 이어 당에서 출당되었다. 다만, 그를 체포하지 않도록 설득했다.
정치적으로 소외된 뒤, 마하티르는 그의 첫 번째 책인 말레이 딜레마(The Malay Dilemma)를 썼는데, 이는 말레이인 공동체를 새롭게 보기 위한 것이었다. 이 책에서는 UMNO에 대한 말레이인들의 충분한 지지를 이끌게 하여금 경제에 대한 관심과 권한이 중국계한테만 편향되지 않도록 균형을 맞춰야 하고, 또 말레이인들이 충분한 경쟁을 해야 한다고 주장했으며, 만약에 돈과 재산의 진정한 가치를 알지 않고 노동을 피하려 한다면 질 수 밖에 없음을 다루고 있다. 이 책은 압둘 라만 정권에 대한 비판을 계속 했으며, 가차없이 금지되었다. 물론 그가 총리가 된 1981년 이후로만 해금되었다.

### UMNO 복귀와 총리 취임

#### 교육부 장관 시절
1970년 압둘 라만은 총리를 사임하였고, 부총리였던 압둘 라작(Abdul Razak)이 후임 총리가 되었다. 라작 신임 총리는 마하티르에게 UMNO에 복당할 것을 격려했고, 이후 1973년 그를 상원의원으로 임명했다. 같은 해 UMNO 최고회의에 복귀하면서 라작 정권의 주요 세력으로 부상하기 시작했으며, 1974년 교육부 장관으로 임명되었다. 한편 1974년 크다에 기반한 쿠방 파수의 의원으로 당선되면서 대의원으로도 복귀하였다.

#### 경선 승리와 부총리 취임
1975년, 그는 UMNO의 부총재에 세 번째로 도전했다. 이 경선은 건강이 악화된 라작 총리와 그의 후계자를 둘러싼 경쟁이었다. 라작이 선호했던 믈라카의 전 주수상 가파르 바바와 클란탄 출신 사업가 텡쿠 라잘레이프 함자, 그리고 마하티르가 경선에 나섰다. 라작이 사망한 이후, 새 총리는 부총재 후보 중 한 명을 선택해야 했고, 여러 인물들이 고려되었다. 마하티르의 경쟁자들은 각각 정치적 책임을 맡고 있었지만, 가파르는 교육이 부족했고 영어 능력이 떨어졌다. 라잘레이프는 경험이 부족하다는 비판을 받았다. 결국 새 총리는 마하티르를 선택하게 되었고, 두 사람은 후계 문제에 대한 약속을 하게 되었다.

#### 부총리 재직 시절
마하티르는 성공한 교육부 장관이자 산업자원부 장관(1978-1981, 부총리 재직 시절 겸직)으로 여겨졌다. 임기 후반에는 중공업 정책(heavy industries policy)을 펼쳤는데, 정부지배기업(government-controlled corporation)인 하이콤(DRB-HICOM)의 설립, 국내 자동차 산업 등 제조 분야의 장기간 개발을 위한 투자 등이 그 정책에 의한 성과이다. 그가 부총리 겸 장관을 재직하는 동안, 그는 자신의 시간을 해외 방문을 통해 세계에 말레이시아를 홍보하는 데 사용했다.

## 총리 재임시 (1981-2003)

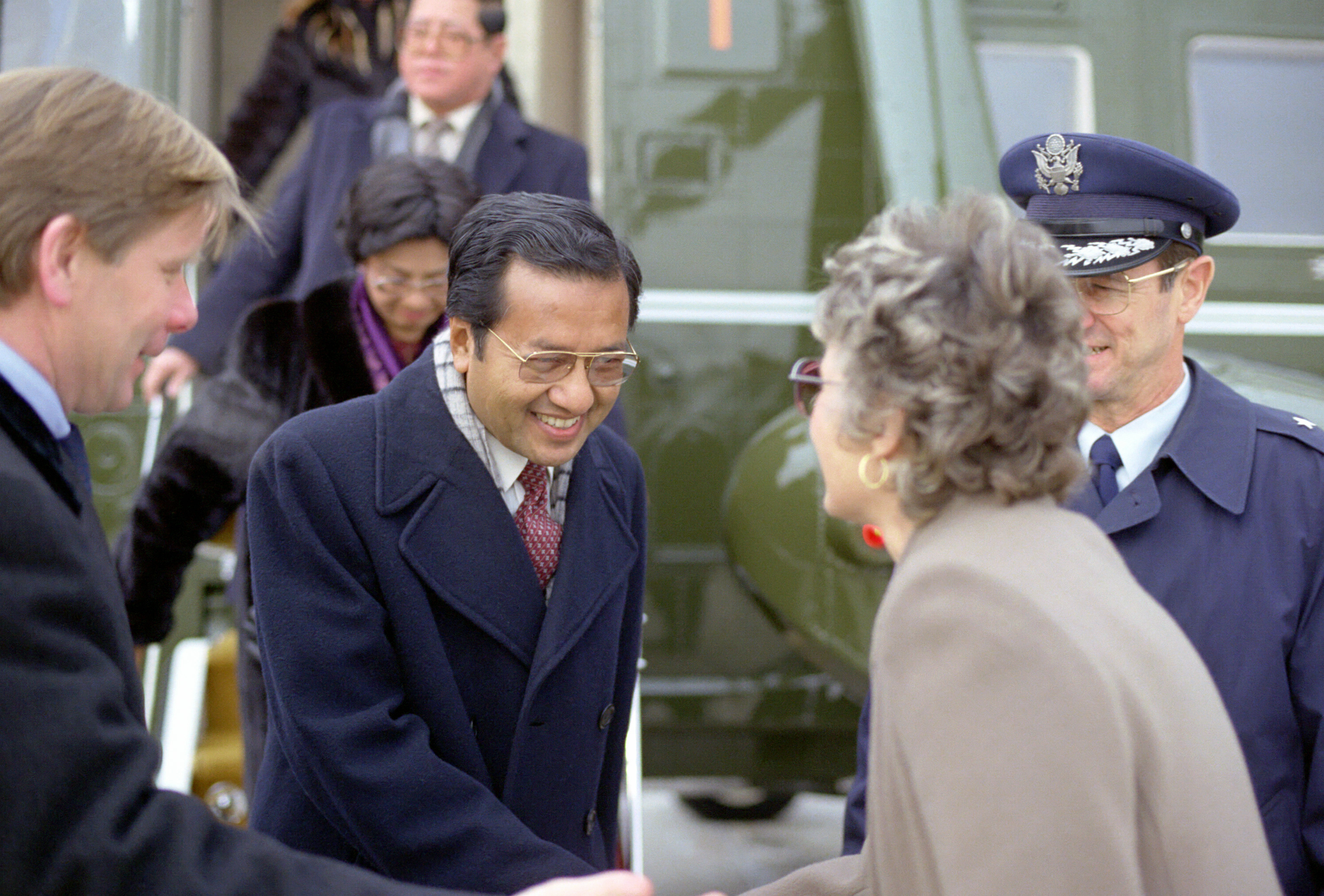
마하티르 빈 모하맛 (1984년 1월 23일)

1981년, 마하티르가 총리에 임명되었다. 이후 그는 국방장관직을 겸임했고, 동지인 무사 하탐을 부총리 겸 내무장관으로 임명하면서 이 내각은 2M 내각으로 불리게 되었다.
총리 시절 그는 "국가 경제의 발전을 위하여 일본과 대한민국으로부터 배우자"는 소위, 향동학습정책(向東學習政策, Look East Policy)을 펼쳤다. 그는 2010년을 전후해 이뤄진 기자와의 몇 차례 인터뷰에서 “말레이시아는 멀리 서구가 아니라, 한국과 일본의 가치, 애국심, 사명감, 국가발전 등에서 교훈을 얻는 게 효율적이었다”고 설명했다. 1991년에는 말레이시아가 선진국 대열에 오를 수 있도록 하겠다는 포부를 담은 ‘비전 2020(Wawasan 2020)’을 발표하기도 했다. 재직 기간 동안 말레이시아는 고도의 경제 성장을 이루었으며, 이른바 '신흥 중진국'으로 떠올랐다, 이로써 '현대화의 아버지' 등으로 칭찬을 받았으나.
1997년 아시아 외환위기 때 국제통화기금(IMF)의 구제금융을 거부하고 경제 회생을 이끌어 찬사를 받았다.

### 취임 초반
1981년 7월 16일 56세의 나이로 총리에 취임하였다. 그가 처음으로 취한 조치는 국가보안법 수감자 21명을 석방하는 것이었는데, 여기에는 저널리스트인 사마드 이스마일(Samad Ismail)과 후세인 정권의 차관급 공직자로 지하 공산주의자로 의심받았던 압둘라 아흐마드(Abdullah Ahmad)도 포함되어 있었다. 그 외에도, 집권 초 2년 동안 당 개편을 위한 조치도 조심스레 취했다. 그는 자신의 정치적 동지인 무사 히탐(Musa Hitam)을 부총리로 임명했다.

### 임기 초반(1981년 ~ 1990년)
마하티르는 취임 초기 2년 동안 UMNO의 리더십을 굳히는 데 주력했는데, ABIM의 지도자 안와르 이브라힘을 UMNO로 넣기 위한 조치를 취했다. UMNO는 이슬람 부흥 운동에 큰 영향을 끼친 안와르를 편입시키고자 했으며, 이를 통해 ABIM을 누르는 데 성공한다. UMNO는 1982년 총선에서 압도적인 승리를 거두었다. 1983년에는 술탄(국왕을 임명하는 종교지도자)끼리의 다툼을 줄이고자 헌법을 개정하였다. 말레이시아의 국가원수인 국왕(양디-퍼르투안 아공)은 당시 고령이었던 페락 주의 이드리스 샤 2세와 논란이 많았던 조호르 주의 이스칸다르 중 하나씩 돌아가며 임명해야 했던 시기였다. 마하티르는 두 술탄에 대해 매우 심각한 의구심을 가졌다. 둘 다 각 주에서 행동주의적(activist) 지도자였는데 다, 특히 이스칸다르는 겨우 몇 년 전 살인죄에 대한 유죄가 확정된 상태였기 때문이다. 마하티르는 후에 선출될 새 아공의 권력 남용을 막기 위해 선제(pre-emptively) 권력에 대한 제한을 취했다.
1986년 총선에서 마하티르가 이끄는 BN이 압승.
마하티르는 1989년 관상동맥 측관형성 수술을 받았으며.

### 경제 정책
마하티르는 1991년 제6차 경제개발 계획에서 2020년까지 선진국 수준으로 경제를 발전시킨다는 비전 2020(Wawasan 2020)을 제시했다. 이 계획의 추진방향은 산업경쟁력 강화를 위한 과학및 기술기반 개발,고급 숙련기술인력 개발,환경보전및 보호,성실 자율 및 근면에 바탕을 둔 적극적인 문화환경 조성 등으로 돼 있다.
그는 시장을 열어 해외 투자를 유치하고, 산업 구조를 첨단화했다. 1981년 2천 달러를 밑돌던 말레이시아의 1인당 GDP는 1990년대 중반 5천 달러로 뛰어올랐다.

### 푸트라자야
마하티르 시절인 1995년 10월, 셀랑고르주(州)로부터 구입해 푸트라자야시(市)를 만들었고, 2001년 2월 포화상태에 달한 쿠알라룸푸르를 대신해 연방정부의 행정수도로 정했다. 푸트라자야는 말레이시아 초대 총리를 지냈던 툰쿠 압둘 라만의 이름을 딴 행정수도다. 한국의 과천시에 해당한다.
마하티르 재임시절 구축한 시원한 도로망을 따라가다 보니 2002년 개통한 쿠알라룸푸르행(行) 초고속열차, 모노레일이 푸트라자야 시내를 달리고 있었다.

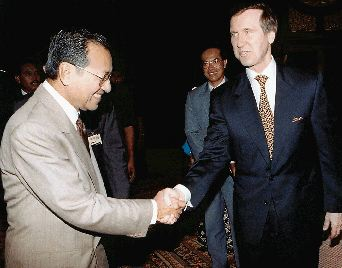
마하티르와 윌리엄 코언 (1998년 1월 12일)

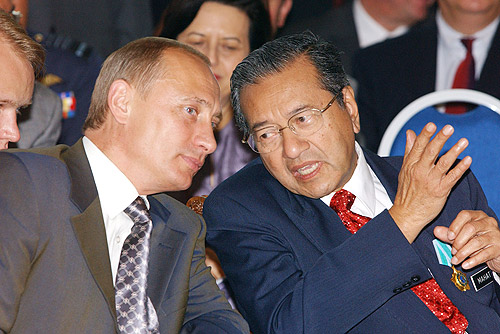
마하티르와 러시아의 대통령 블라디미르 푸틴 (2003년 8월 5일)

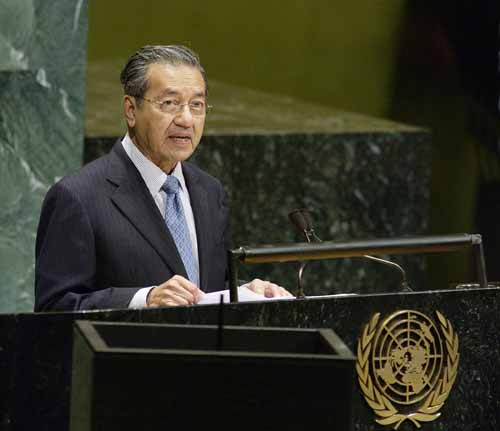
마하티르는 2003년 9월 25일 뉴욕에서 열린 유엔 총회에서 연설하고 있다.

### 아시아 금융 위기
| “ | 아시아의 통화위기는 정부의 정책상 잘못 때문이 아니라, 서방 환투기 꾼들의 농간 때문이다. | ” |
|   | — 마하티르                                                                              |   |

1997년 태국을 시작으로 한국, 말레이시아, 인도네시아 등 아시아 각국은 외환위기라는 위기에 휘청댔다. 미국과 국제통화기금(IMF) 등에선 고금리와 정부지출 축소, 기업 구조조정 등 충격요법을 지원 조건으로 내걸었다. 한국은 충격요법을 받아들였고 대규모 기업도산과 실업사태를 겪었다. 반면 말레이시아는 ‘조언’을 거부하고 투기자본을 규제하고 자본유출을 통제했다.
마하티르는 국제사회에서 엄청난 비난과 압력을 받아야 했지만 고집을 꺾지 않았다. 외환위기 극복 시기는 비슷했지만 한국이 자살률과 저출산 세계 1위라는 희생을 치른 반면 말레이시아는 국민건강 부문에서 별다른 타격을 입지 않았다. 그를 비난했던 미국 언론에서도 이 사실을 인정할 수밖에 없었다.
1999년 9월 8일 말레이시아의 자본통제는 매우 효과적인 정책이었다는 국제통화기금(IMF)의 보고서가 발표됐다. IMF는 그동안 마하티르의 경제정책에 대해 비판적 입장을 보였다는 점에 비춰볼 때 이번 보고서는 자신들의 판단이 잘못됐음을 시인한 것으로
평가된다.

### 1999년 말레이시아 총선거
지난 1999년 11월 10일, 2000년 정부 예산 심의를 하던 말레이시아 국회가 전격 해산 되었다. 이틀 뒤 마하티르 정부는 오는 11월 29일 제 10대 총선거를 치르겠다고 발표했다. 11월 29일 열린 총선에서 마하티르의 집권 국민전선은 전체 하원의석 193 석 가운데 개헌석인 3분의 1을 훨씬 넘는 149석 을 차지하며 압도적인 승리를 거뒀다. 마하티르는 아직도 자신들의 당이 국민의 가장 큰 지지를 받고 있다는 사실이 확실히 증명됐다고 밝혔다.

### 한국과의 관계
4대 총리 재임시 1983년, 1990년, 1993년, 1994년, 2002년 등 공식 방한, 2000년 서울 아시아·유럽 정상회의 참석.
2002년 5월 22일 마하티르 말레이시아 총리가 김대중 대통령의 초청으로 대한민국을 공식 방문하였다. 마하티르 총리는 23일 오전 청와대에서 김 대통령과 단독 및 확대정상회담을 갖고 양국간 우호협력 강화방안, 한반도 평화정착과 동아시아 지역협력, 아세안(동남아국가연합)과 한.중.일간 협력, 반테러리즘 등 공동 관심사에 대해 폭넓게 의견을 교환하였다.

### 사직하다
2002년 6월 22일 마하티르가 총리직과 여당인 통일말레이국민조직(UMNO) 대표직 사임을 전격 발표하였다. 당시 UMNO의 만류로 결국 마하티르는 사의를 접고, 이듬해 비동맹 정상회의와 이슬람회의기구(OIC) 정상회의를 개최한 뒤에야 22년간의 총리직을 마무리하고 압둘라 아맛 바다위 부총리에게 바통을 넘겼다. 집권 마지막해인 2003년엔 인재양성 및 영어 실력 향상을 목표로 이과계 과목들을 영어로 바꾸는 정책을 도입하기도 했다.

## 퇴임 및 정계 은퇴 (2003-2015)
그는 2003년 처음 총리직에서 물러났을 때 쿠알라룸푸르에서 남쪽으로 약 25km 떨어진 푸트라자야에 무료 토지를 제공하겠다고 했으나 거절했다. 총리 퇴임 후에도 2008년 2월 대통령 취임식을 포함하여 다수 방한 활동을 했다.
2007년 5월 14일 마하티르가 갑작스런 호흡곤란 증세로 말레이시아 케다주의 한 병원 중환자실에서 입원 치료를 받고 있다고.

## 정계 복귀 (2015-2018)
마하티르는 2015년 나집 총리의 비자금 스캔들이 터지자 그를 거세게 비난했고 이듬해 2월 통일말레이국민조직(UNMO)를 탈당했다.
2016년 3월 23일 마히티르 전 총리와 집권당인 통일말레이기구(UMNO) 전 당원들이 나집 라작 총리를 직권 남용 및 공직자 수탁 의무를 위반한 혐의로 쿠알라룸푸르 고등법원에 제소했다. 이들은 나집 총리가 지위를 이용해 비자금 조사에 개입했다고 주장했다.
2018년 1월 8일 92세의 나이로 정계에 복귀한 마하티르가 야권 총리 후보로 공식 추대됐다.

## 2기 총리 임기 (2018-2020)

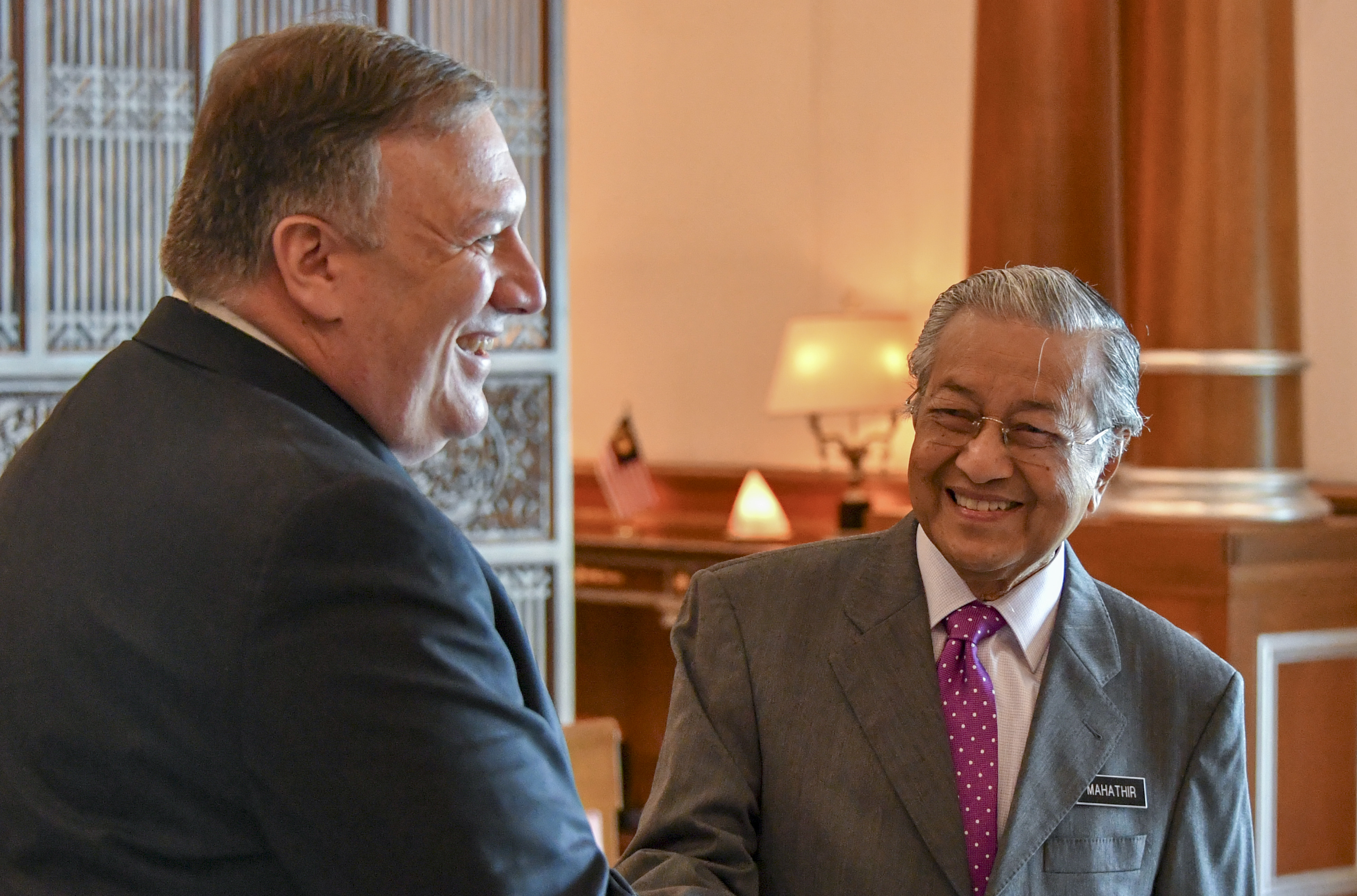
마하티르 과 미국 국무부 마이크 폼페이오 (2018년 8월 3일)

야당에 들어가 정계에 복귀했고 2018년 5월 9일 총선에서 승리해 5월 10일 총리에 취임했다. 이번 총선에서 PH는 하원 222석 중 과반인 113석을 확보했다. 나집 총리의 BN은 79석을 얻는데 그쳤다. 말레이시아 정치 전문가인 브리짓 웰시 터키 이펙대 교수는 이날 PH의 승리를 마하티르의 공으로 돌렸다. 수십 년간 권력을 유지하며 부정부패 의혹에 휩싸인 BN에 대한 유권자들의 불만이 마하티르의 등장으로 구체화됐다는 것이다. 웰시 교수는 “이를 가능케 한 것은 마하티르”라며 “그가 중요한 ‘게임 체인저’ 역할을 했다”고 평했다.
마하티르는 말레이시아가 집권 후 "법치주의를 회복"하고 1MDB 스캔들에 대해 심층적이고 투명한 조사를 실시할 것이라고 약속했으며, 언론에 나집 라작 전 총리가 실수를 했다면 나집 자신이 감수해야 할 것이라고 언론에 말했다. 마하티르는 각 부처 장관 급여를 10% 삭감했다. 마하티르는 이날 6월1일부터 6%의 재화용역세(GTS)도 폐지할 것이라고 선언하기도 했다. 2019년에는 진보적인 여성판사 텡쿠 마이문을 대법원장으로 세우기도 했다.
마하티르 ‘공동번영 비전 2030(Shared Prosperity Vision 2030)’을 제시했고.

### 싱가포르 고속철 계획 취소
2018년 5월 28일 마하티르가 재정 건전화를 위해 말레이시아와 싱가포르를 잇는 고속철도 건설 사업을 중단하기로 했다. 마하티르는 기자회견에서 말레이시아~싱가포르 고속철도 사업 계획 중단 계획을 밝히며 “이것은 최종적인 결정이다. 우리는 필요 없는 사업을 버려야 한다. 예를 들어 고속철 사업에는 큰돈이 들지만 우리는 1센트도 벌지 못한다”고 말했다.

### 외교

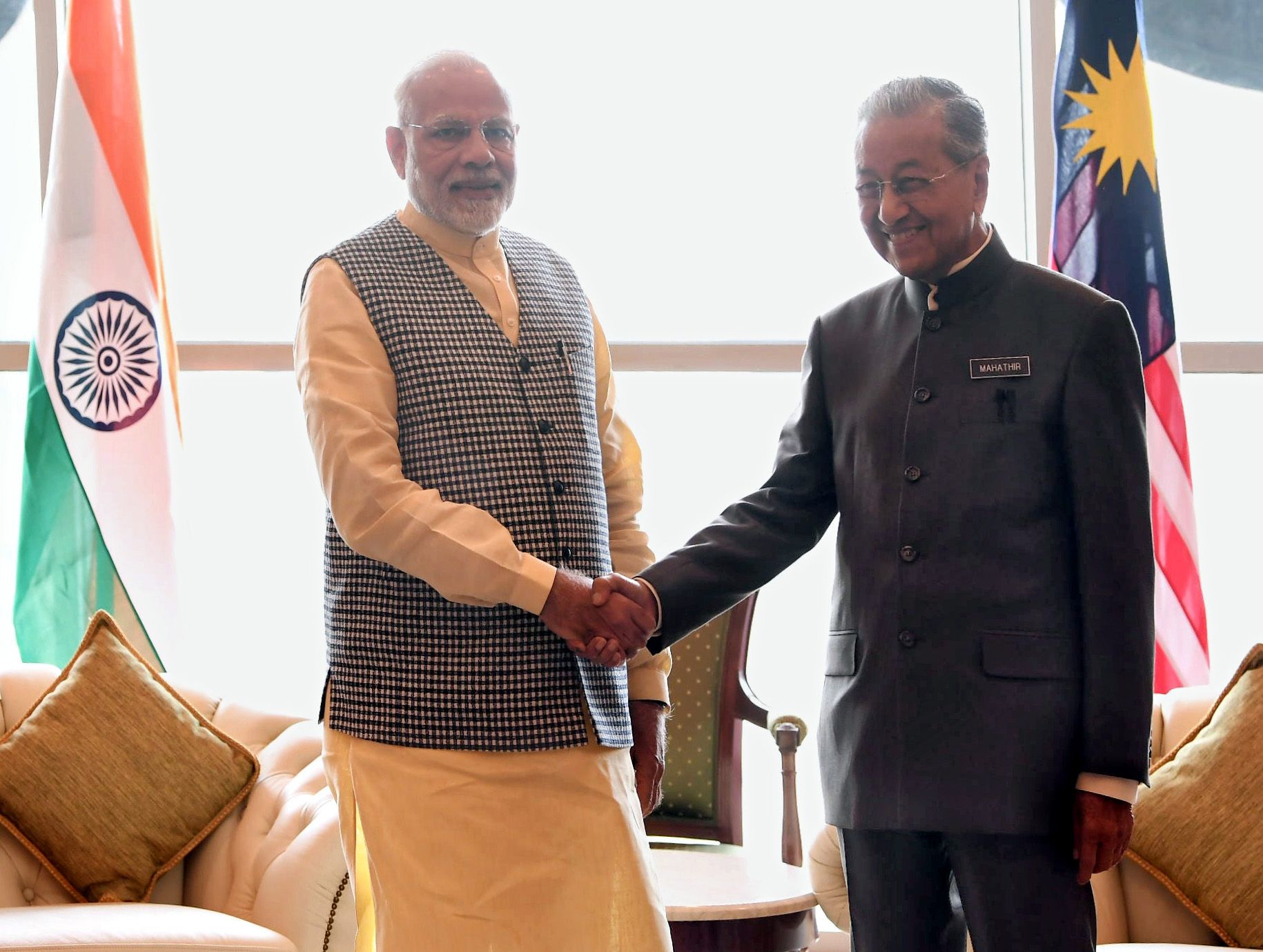
마하티르 빈 모하맛 과 인도의 총리 나렌드라 모디 (2018년 5월 31일)

그는 2018년 8월 중국을 방문하여 전 정부가 계약한 철도 건설 (200억달러 규모), 천연가스 파이프라인 사업을 취소하였다. 중국 총리와의 공동회견 자리에서도 중국의 ‘새로운 타입의 식민주의’ 행태를 지적하여 주위를 놀라게 하였다. 2018년 9월 유엔 총회 연설에서 그는 우회적으로 미국의 중동 정책을 비판하고 강대국 중심의 힘의 정치를 강하게 비판하였다.

#### 일본
마하티르는 지난 2018년 6월 10일 일본을 방문해 아베 신조 총리와 회담하고, 일본과의 유대 관계를 강화하겠다고 약속했다. 그는 또한 중국에 대한 채무를 줄이고 일본이 말레이시아에 대한 투자를 확대할 수 있도록 노력하겠다고 밝혔다.

#### 인도네시아

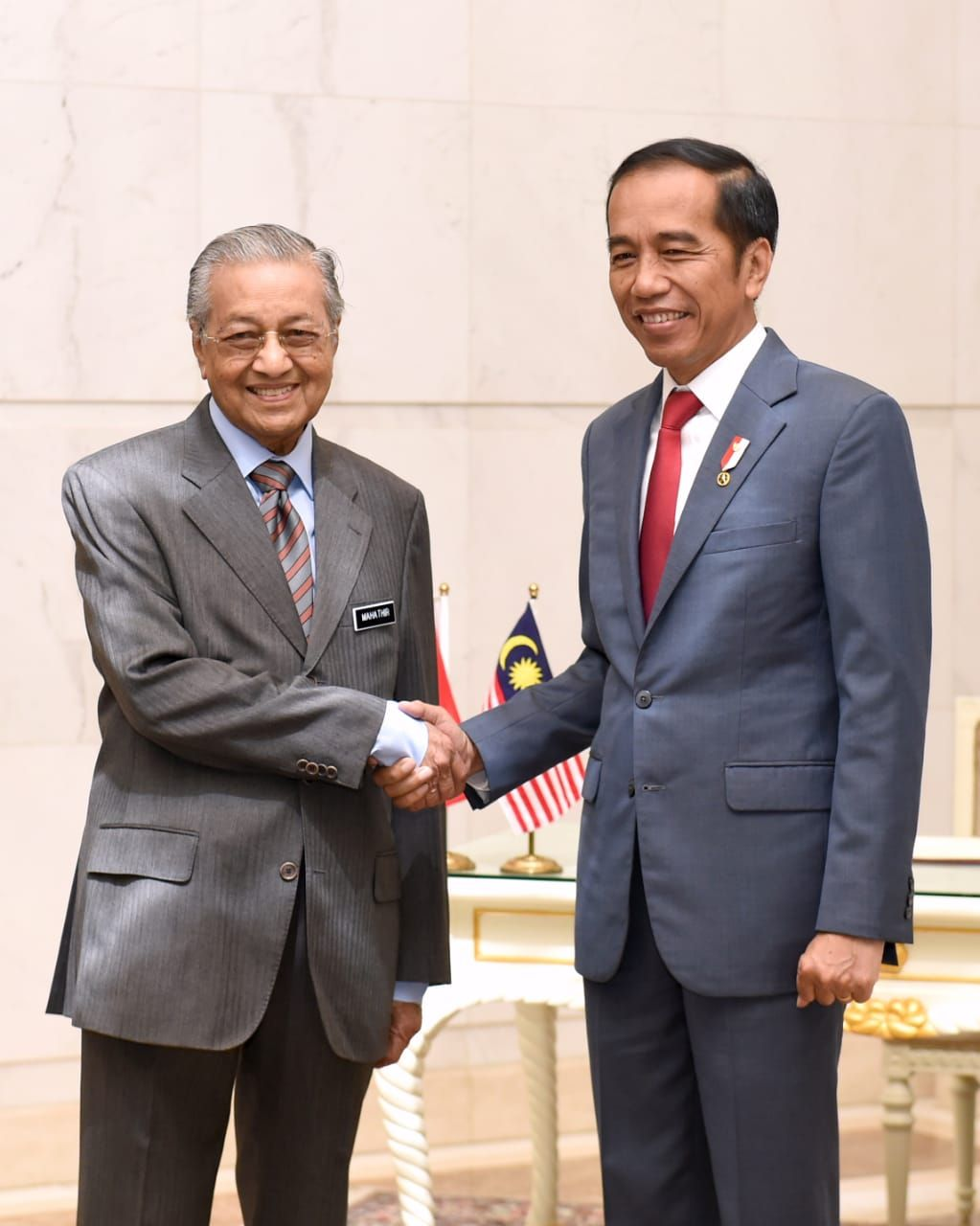
마하티르 빈 모하맛과 인도네시아의 대통령 조코 위도도 (2019년 8월 9일)

2018년 6월 28일 마하티르는 인도네시아를 방문했다. 마하티르와 조코 위도도 대통령은 보고르 궁전 궁에서 만나 양자회담을 하고, 민주주의에 대한 협력과 교류에 대해 논의했다. 마하티르 수상은 이러한 규제정책에 대해 양국이 협력하여 대항해야 한다고 말하며, 유럽연합이 팜오일 농장이 환경을 파괴시킨다고 하지만 이는 사실이 아니라고 주장했다.
조꼬위 대통령은 2019년 8월 9일 이틀 일정으로 말레이시아를 방문했고.

#### 필리핀
2018년 7월 16일 로드리고 두테르테 필리핀 대통령이 말레이시아 푸트라자야에서 마하티르와 회동했다. 두테르테 대통령은 마하티르 에게 필리핀과 말레이시아가 현재 최상의 관계를 유지하고 있다고 전했다.
2019년 3월 마닐라 정상 회담 중, 말레이시아와 필리핀의 정치 지도자들이 협력을 통한 평화 증진, 안보, 및 경제 성장 달성을 논의했다. 공동 성명서에서, 마하티르와 필리핀 대통령 로드리고는 테러와 국제 범죄와 같은 공통 안보 위협에 대응하기 위해 협력하고, 1993년 창설 후 일곱 차례 열린 필리핀-마닐라 합동 위원회 회의를 비롯한 양국의 정책 대화를 지원하겠다고 약속했다. 양국 정상은 또한 아세안 프레임워크 내에서 일어나는 대화에 동의하면서, 양국 무역 관계와 연결성장을 인정했다.

#### 태국
2018년 10월 24일 마하티르가 태국을 방문하여 쁘라윳 짠오차 태국 총리와 함께 환영식에 참석했다. 마하티르가 태국 남부 지역에서 발생한 폭력 사태의 종식을 위해 가능한 모등 방법을 동원해 돕겠다고 약속했다.

#### 조선민주주의인민공화국
2019년 2월 12일 마하티르가 말레이시아가 북한과의 문제를 해결할 준비가 되어 있다고 밝혔다. 하지만 대사관을 다시 여는 계획과 관련해 구체적인 언급은 하지 않았다. 말레이시아는 쿠알라룸푸르 국제공항에서 발생한 김정은 위원장의 이복형 김정남 암살 사건 이후 2017년 4월부터 평양주재 대사관을 사실상 폐쇄했다.
2019년 10월 25일 마하티르가 최룡해 북한 국무위원회 제1부위원장 겸 최고인민회의 상임위원장과 아제르바이잔에서 만나 양국 관계 정상화를 논의했다.

#### 영국
마하티르는 영국 투자자들이 말레이시아의 경제적 잠재력을 낙관적으로 내다보고 있으며 對 말레이시아 투자에 많은 관심을 보인다고 밝힘.

#### 러시아
말레이시아는 러시아의 항공기술에 관심을 보이며. 마하티르는 말레이시아가 러시아로부터 전투기를 구매하는 것을 고려하고 있다.

### 기자회견 중 코피
2019년 11월 19일 마하티르 쿠알라룸푸르에서 열린 국제 팜오일 콘퍼런스·전시회에 참석해 기자회견 질의응답을 하던 중 갑자기 코피를 흘렸다. 마하티르 들고 있던 흰 손수건으로 급히 코를 닦았지만 코피는 멈추지 않았다. 결국 마하티르 기자회견을 중단하고 경호원들에 둘러싸여 자리를 떴다. 이후 마하티르 승용차 안에서 코를 막고 있는 모습이 기자들의 카메라에 포착됐다.
이와 관련해 말레이시아 총리실은 "마하티르 총리 코피를 흘렸지만, 잠시 뒤 멈췄고 푸트라자야의 집무실에서 업무를 재개했다"며 건강 이상설에 선을 그었다.

## 총리직 후 (2020-)
그는 2020년 2월 24일 총리직에서 퇴임하였다.
2020년 5월 28일 마하티르는 자신이 속했던 말레이시아 원주민연합당(PPBM)에서 자신을 지지하는 의원들과 함께 출당조치를 당했다.
2020년 8월 13일 국가부패를 척결하겠다며 창당을 선포한 마하티르. 마하티르는 '쁘주앙'(Pejuang)이라는 신당 이름을 정했으며, 쁘주앙은 말레이어로 '투사' 또는 '전사'를 의미한다.
2021년 3월 7일마하티르 코로나19 화이자 백신을 맞았다. 뉴스트레이츠타임스 등 현지 언론에 따르면 마하티르 말레이시아 내 최고령 접종자다. 그는 2022년 1월 세 차례나 심장병으로 입원했다. 회복 후 "살아있는 게 기적"이라고 말하기도 했던 그는 다시 정치활동에 나섰다.
2022년 7월 12일 마하티르 전 총리는 2022 아시안 리더십 컨퍼런스 참석 차 방한했고.
2022년 8월 4일 마하티르 새로운 말레이민족 중심 정치 연합을 구성하겠다고 선언함. 마하티르 말레이계 국민에게 국부펀드 1MDB 공금 횡령으로 얼룩진 나집 라작 전 총리의 정당인 UMNO 외에도 다른 정치적 대안을 제시해야 한다고 밝힘.
2022년 8월 31일 마하티르 신종 코로나바이러스 감염증(코로나19) 확진 판정을 받고 병원에 입원했다.
2022년 10월 11일 마하티르가 차기 총선 출마를 선언했다. 당선되면 무려 102세까지 의원직을 유지하게 되며, 본인이 세운 세계 최고령 국회의원 기록을 다시 한 번 경신하게 된다. 하지만 마하티르가 소속된 '게라칸 타나 에어(GTA)'는 총선에서 승리할 경우 누가 총리가 될지는 아직  결정하지 않았다. 11월 19일 마하티르 랑카위 지역구에서 약 4만7500개의 유효표 중 4566표를 얻는 데 그쳐 낙선했다. 마하티르 낙선한 뒤 집필 활동에 전념하겠다며 정계 은퇴를 시사한 바 있다.
2023년 8월 1일 마하티르 감염병으로 입원했는데, 불명의 감염병 치료를 위해 쿠알라룸푸르 소재 국립심장병원에 입원했다고 알려졌다. 8월 4일 마하티르가 퇴원했다.
2024년 2월 13일 마하티르가 심장 문제로 다시 입원했다. 현지 매체에 따르면, 마하티르 전 총리는 지난달 26일 말레이시아 수도 쿠알라룸푸르의 국립심장병원에 입원했다. 입원 기간이 길어지면서 건강에 관한 우려가 제기되자 마하티르 전 총리 측은 그가 신문을 읽고 글을 쓰는 사진을 공유했다. 3월 18일 마하티르가 감염 치료를 이유로 입원한 지 50여일 만에 퇴원했다. 같은 해 7월에도 기침 증세로 입원했다.

## 가족 관계
마하티르와 시티 하스마 여사는 1947년 싱가포르 의대 동창생이다. 마하티르도 성공한 의사였지만, 하스마 여사도 말레이시아에서 여의사 1세대에 속하는 최고의 엘리트 여성이다. 10년 교제 끝에 1956년 결혼한 이들은 그때부터 지금까지 부부로 살아오고 있다. 마하티르 부부의 자녀는 7명이다, 이 중 3명은 입양했다. 장남 무크리즈 마하티르는 UNMO 소속 당원으로 2016년 케다주 행정수반직에서 물러났다. 차남 모크자니 마하티르 역시 UNMO 출신으로, 현재 세팡 인터내셔널 서킷의 최고경영자(CEO)다. 세팡 인터내셔널 서킷은 1990년대 자동차 산업을 육성시키려 했던 마하티르의 주도 아래 세워졌다. 장녀 마리나 마하티르는 말레이시아에서 이름난 여성운동가다.
그는 지난 2020년 7월 12일 부인 하스마 여사의 94회 생일을 맞아 사진과 함께 ‘생일을 축하합니다’라는 글을 페이스북에 올렸다.

## 평가

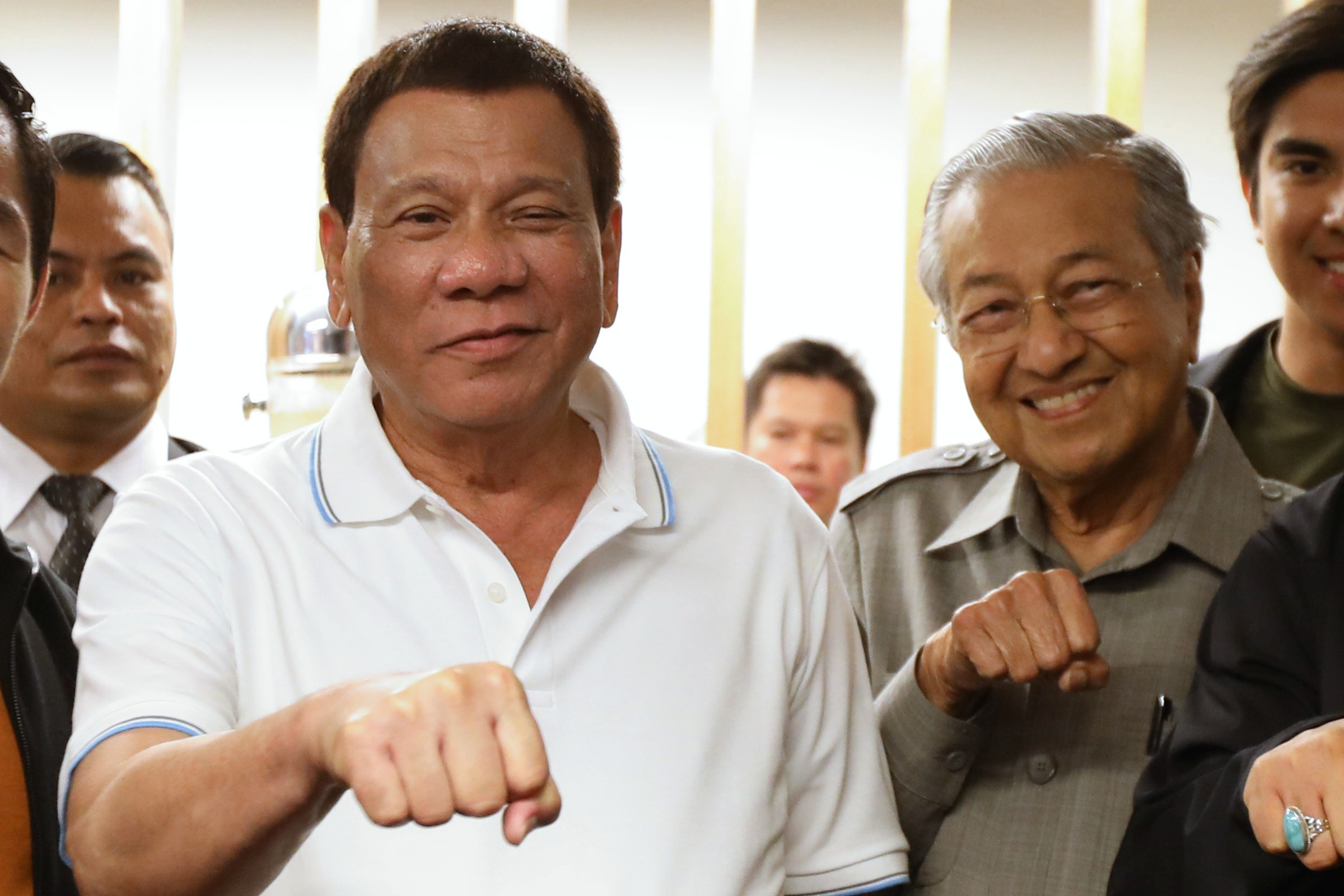
마하티르와 필리핀의 대통령 로드리고 두테르테 (2018년 7월 15일)

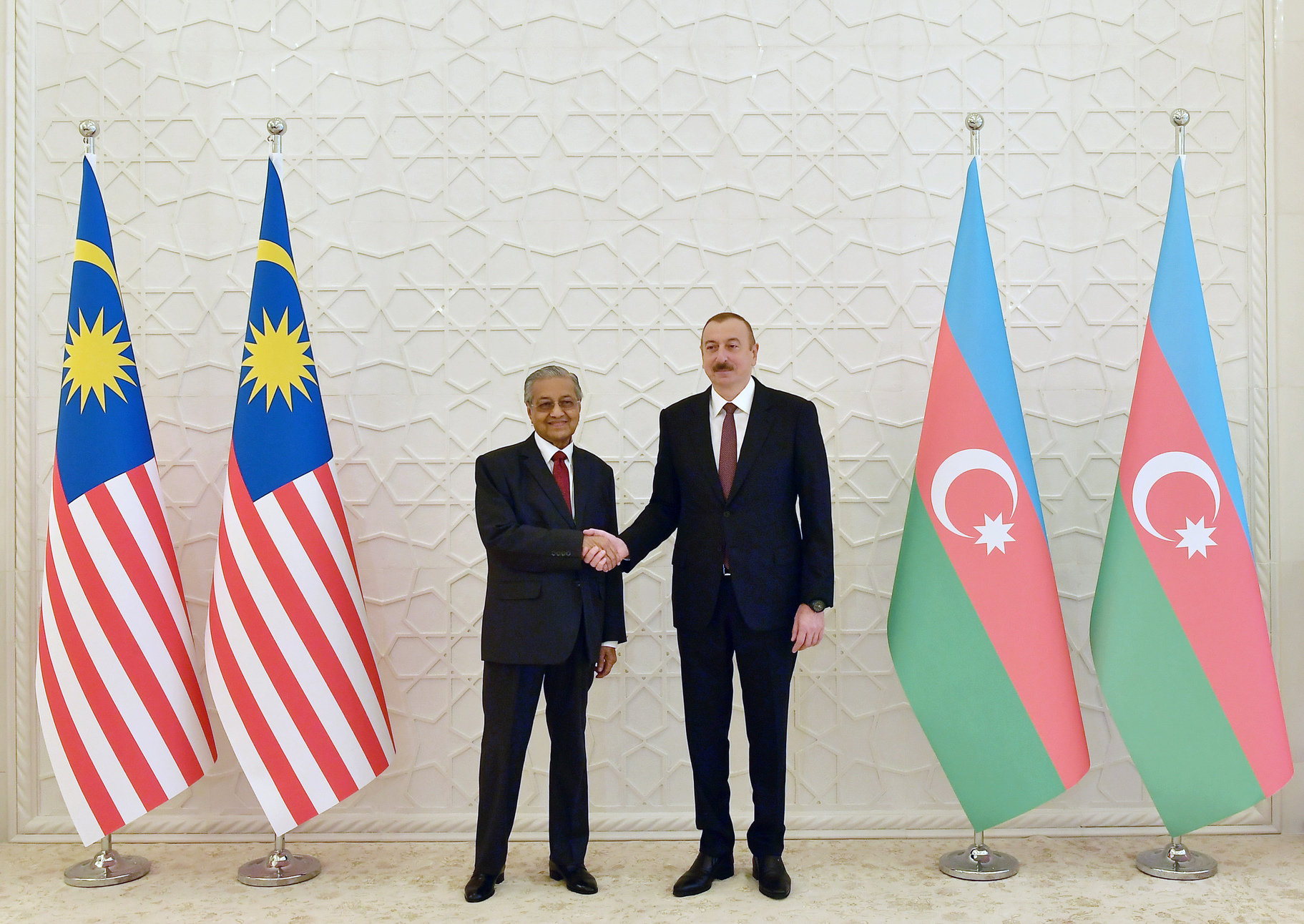
마하티르와 아제르바이잔의 대통령 일함 알리예프 (2019년 10월 26일)

마하티르 말레이시아 근대화를 이끈 주역이다. 1981년 총리로 임명돼 2003년까지 22년간 집권했고, 93세이던 2018년부터 다시 2년간 총리를 지냈다. 마하티르 특유의 리더십으로 단기간에 경제 성장을 일궈냈다. 가난한 농업 국가를 선진국 대열에 올려놓겠다는 '비전 2020'을 수립하고 모든 역량을 집중했다. 자동차 산업을 육성하는 한편 쿠알라룸푸르 국제공항과 말레이시아를 남북으로 잇는 고속도로를 건설했다. 당시로서는 세계 최고 높이인 페트로나스 트윈 타워를 완공하고 신행정도시 푸트라자야를 세웠다. 그가 총리로 재임했던 22년간 말레이시아 1인당 국내총생산(GDP)은 1000달러 수준에서 4000달러로 급등했다.
노무현 대통령은 “한국 사람들은 말레이시아를 얘기할 때 처음 떠올리는 것이 바로 총리 각하의 이름이다. 많은 한국 사람들이 존경하는 분을 직접 뵙게 돼 매우 기쁘다”고 말을 꺼냈다. 노 대통령은 또 1998년 한국과 말레이시아가 함께 겪은 외환위기를 회고하면서 당시 마하티르 총리가 국제통화기금(IMF)의 재정긴축 요구를 거부하고 독자노선을 주창했던 것을 평가하는 듯한 발언을 하기도 했다.
이명박 대통령은 그의 저서 《신화는 없다》에서 마하티르를 이렇게 평가하고 있다.<1994년 2월, 마하티르 말레이시아 총리가 한국을 방문했다. 사흘 동안의 그의 방한은 매우 조용하고 이례적이었다. 김해공항을 통해 소리 없이 들어와 울산의 현대중공업과 현대자동차 등 현대그룹 계열사를 둘러보고 회사 관계자들과 사업을 논의한 뒤 올 때와 마찬가지로 소리 없이 돌아갔다. 한 나라의 지도자가 이런 식으로 한국을 다녀가는 일은 흔치 않은 일이다. 그러나 이것이 바로 말레이시아 경제발전의 견인차 마하티르 총리의 실질외교다. 겉치레와 요란한 수사를 그는 멀리한다.>
전세계 회교권의 결속을 앞장서서 외쳐온 마하티르는 국내적으로는 말레이시아의 근대화에 세계적으로는 국제 회교사회를 위해 기여해 온 것으로 평가되고 있다. 말레이시아는 마하티르의 집권하에서 전세계 회교 소수계의 대의를 옹호해 왔다. 말레이시아는 1990년대 보스니아-헬체고비나에 군병력을 평화유지군으로 파견했고 필리핀에서 정부와 회교 반도들간의 평화협상을 중재하기도 했다.
마하티르는 항상 온건 회교를 주창해 왔으며 2001년 미국에 대한 9·11 테러리스트 공격 사태 후에는 테러리즘에 대한 국제전쟁을 강력히 지지하고 나섰다. 그러나 마하티르는 동시에 미국의 중동정책에 대한 비판은 멈추지 않았다.
그는 1997년 아시아위크(Asiaweek) 선정 ‘아시아 파워 50인’ 중 중국의 장쩌민에 이어 2위로 올랐다.
미국 "타임 매거진"이 1998년 아시아 뉴스 인물로 마하티르를 선정했다.
2013년 10월 5일 중화 인민 공화국 시진핑 주석은 쿠알라룸푸르에서 마하티르를 만났을 때 그를 "중국인이 존경하는 오랜 친구"라고 불렀다.

## 상훈
- 1997 파이살국왕상[136]
- 밀레니엄 성취상[137]
- 욱일동화대수장(旭日桐花大綬章)[138][139]
- 툰(Tun), 말레이시아 최고의 작위인[140]

## 사상
마하티르는 젊은이들이 정치상황을 더 잘 이해한다며 투표연령을 18세로 낮춰야한다고 주장했다.
마하티르는 존경하는 서구 지도자로 매우 잔인했지만 러시아의 근대화를 이룬 표트르 1세(1682~1725 재임)와 제2차 세계 대전을 승리로 이끈 영국의 윈스턴 처칠 총리를 꼽았다. 한반도 평화를 위한 문재인 정부의 노력도 높이 평가했는데요.
마하티르는 서방세계를 향해 거침없이 독설을 퍼붓는 지도자로 곧잘 거명된다. 미국의 패권주의와 이라크 침공을 공공연히 비난하고,서구인들은 자유무역과 세계화로 세계를 지배하려 한다고 목소리를 높인다. 1997년 외환위기 당시에는 "외환위기는 유대인과 조지 소로스 같은 투기꾼들의 농간으로 발생했다"며 IMF의 충고를 묵살하는 강단을 보이기도 했다. 이 때문에 마하티르는 서구인들로부터 이단자 독불장군이란 소리를 듣기도 한다.
그는 2005년 첫 아시안리더십콘퍼런스(ALC) 참석 때 조선일보와 가진 인터뷰에서 “국가 지도자는 단호한 자세와 과감성을 가져야 한다”고 말했다. 그는 ‘정치적 대립과 경기침체 및 계층 간 갈등이 심화되는 상황에서 국가 지도자의 자세’를 이렇게 제시하고 “과단성과 함께 각계각층의 다양한 견해를 수렴하는 것이 반드시 뒤따라야 한다”고 강조했다.
2006년 마하티르가 넬슨 만델라 전 남아프리가 공화국 대통령을 가장 존경한다고 밝혀 눈길을 끌었다.
2023년 5월 8일 마하티르 "미국이 의도적으로 양안갈등을 부추기고 있다"는 평가를 내놓았다. 그는 "2022년 당시 미국 하원의장의 대만 방문은 일종의 도발로, 이로 인해 양안 갈등이 고조됐다"면서 "중국이 군사력을 끌어올리고, 대만도 비슷한 일을 하고 있다"라고 말했다. 이어 "결국 대만이 미국으로부터 무기를 구입하고 있으며, 이는 미국이 양안긴장의 수혜자임을 의미한다"라면서 "양안 긴장이 없었다면 미국은 대만에 무기를 팔 수 없었을 것"이라고 설명했다. 그는 또한 "미중간 대결은 서로간에 득이 되지 않으며, 우리는 공존하는 법을 배워야 한다"면서 "국력을 적대관계에 쓰는 것은 누구에게도 도움이 되지 않는다"고 말했다.
2023년 12월 15일 마하티르는 미국과 중국의 긴장 상황에서 독자적인 외교를 해야 한다고 일본이 명확하게 선을 긋는다고 말했습니다. 마하티르는 이날 보도된 NHK와 인터뷰에서 "아세안(ASEAN·동남아시아국가연합) 회원국들이 미중 대립에서 어느 한쪽에 붙는 일은 없을 것"이라면서 이처럼 말했다. 그는 "미국은 중국과 대립을 원하는 것처럼 보이고 이는 동남아시아, 특히 남중국해에서 긴장을 고조시킨다"며 "우리는 일본이 미국에 너무 가까이 가지 않기를 바란다"고 밝혔다. 또 마하티르는 중국이나 한국 기업의 아세안 지역 진출 강화와 함께 일본의 지역 내 경제적 영향력이 상대적으로 저하되는 현상에 대해 "일본은 경쟁이 없었을 때와 지금은 다르다는 현실을 받아들여야 한다"고 말했다.

## 일화
- 마하티르는 수영을 하지 않는 특별한 이유가 있는 것으로 알려졌다. 그는 그의 회고록에서도 밝히고 있지만, 의과대학 재학시절의 ‘악몽 같은 기억’에 수영을 멀리하게 됐다고 한다. 킹에드워드7세 의과대학 기숙사는 시설이 매우 낡았다. 특히 기숙사는 한 방을 세 명이 공동으로 사용했다. 의과대학 기숙사에는 ‘짓궂은 의식’이 있었다. 처음 기숙사에 들어오는 신입생이 낡은 침대에서 삐걱거리는 소리를 내면, ‘고참’들은 신입생을 욕조에 거꾸로 처박아 골려 주는 것이었다. 마하티르도 이 의식의 ‘희생양’이었다. 1년 선배 둘은 마하티르가 침대에서 삐걱거리는 소리를 내자 다짜고짜 욕조로 끌고가 물속에 거꾸고 처넣었다. 마하티르는 “정말 그때 숨이 끊어지고 익사하는 줄 알았다”면서 “지금도 그때의 악몽으로 물속에 들어가기만 하면 나도 모르게 입을 벌리고 밖으로 튀어나오려고 한다”고 했다. 마하티르는 “그 때문에 지금도 수영을 하지 않는다”고 했다.[129]
- 마하티르 총리의 아내는 남편이 매일 오전 8시 30분부터 오후 6시까지 일하고, 때때로 알자지라 뉴스를 보다가 소파에서 잠든다고 공개했다.[148]
- 그의 집권 초기인 1985년 현대건설이 말레이시아에서 아시아 1위, 세계 3위로 긴 페낭 대교를 건설했는데, 당시 현대건설 사장은 이명박이었다. 둘의 친분에 대해 다룬 월간조선의 기사가 90년대 초반에 있었을 정도[주해 3] 때문에 이명박은 마하티르를 자신의 정치적 롤 모델로 삼았다는 후문이 있다.
- 1966년 첫 한국 방문 이후 한국을 방문할 때마다 빠르게 변신하는 모습에 충격을 받았다고 한다. 또 이는 마하티르의 경제개발 정책인 '동방정책'의 출발 배경 중 하나가 되었다고 한다. 물론 당시엔 동방정책의 주요 모델은 한국보단 일본이었다.[149]
- 전두환·노태우 대통령과도 친했다.[142]
- 한국과 말레이시아 양국간 협력의 역사를 찾아볼 수 있는 곳이 바로 갤러리 페르다나(Galeria Perdana)이다. 갤러리 페르다나는 마하티르 부부가 전 세계를 대상으로 외교 활동을 하면서 각 나라의 국빈, 명사, 기업에서 받은 선물을 전시한 박물관이다. 마하티르 총리의 제안으로 1996년 설립된 갤러리아 페르다나는 각 나라의 특색을 볼 수 있는 7천여 점의 전시물을 소장하고 있으며 약 2천여 점의 전시물을 진열하고 있다. 이 가운데 한국에서 보낸 선물들도 전시돼 있어 말레이시아와 한국 양국 간의 오랜 교류 역사를 엿볼 수 있다.[150]
- 마하티르는 2005년 제1회 아시안리더십콘퍼런스(ALC)에 참석한 이래 이번까지 총 4차례 참석, ALC의 위상을 높이는 데 큰 역할을 했다. 2023년 조선일보는 이날 마하티르에게 2005년 1회 ALC 참석 당시를 보도한 조선일보 지면을 새긴 감사패를 전달했다.[151]
- 마하티르는 1989년 처음 심장 질환 증상이 나타나 당시 미국 병원에 가도록 권유받았지만, 자국에서 치료받길 직접 선택한 것으로 알려졌다.[152]
- 마하티르가 현재 세계 최고령 국가 정상이고, 1926년 11월생인 베지 카이드 에셉시 튀니지 대통령이 그 뒤를 잇는다. 마하티르 이전 최고령 국가 정상은 1924년 2월생인 로버트 무가베 짐바브웨 전 대통령이었다. 무가베 대통령은 37년간 독재를 하다 2017년 11월 군사 쿠데타로 퇴진했으며, 당시 93세였기에 마하티르가 기록을 경신한 셈이다.[153]
- 2018년 마하티르는 3235만 링깃(약 94억1300만 원)의 자산을 신고했다.[154]
- 2021년 5월에 체온을 재지 않고 모스크에 입장했다가 코로나 보건지침 위반으로 수사에 오른 상태이다.[155]

## 같이 보기
- 룩 이스트 정책(말레이어판)
- 1982년 말레이시아 총선거
- 1986년 말레이시아 총선거
- 1990년 말레이시아 총선거
- 1995년 말레이시아 총선거
- 1999년 말레이시아 총선거
- 2018년 말레이시아 총선

## 역대 선거 결과
| 선거명      | 직책명                     | 대수 | 정당                    | 득표율   | 득표수   | 결과 | 당락                   |
| ----------- | -------------------------- | ---- | ----------------------- | -------- | -------- | ---- | ---------------------- |
| 1964년 선거 | 하원의원 (코타세타 선거구) | 2대  | 통일말레이국민조직      | 60.22%   | 12,406표 | 1위  | 코타세타 하원의원 당선 |
| 1969년 선거 | 하원의원 (코타세타 선거구) | 3대  | 통일말레이국민조직      | 48.03%   | 12,032표 | 2위  | 낙선                   |
| 1974년 선거 | 하원의원 (쿠방파수 선거구) | 4대  | 통일말레이국민조직      | 단독후보 | 무투표   | 1위  | 쿠방파수 하원의원 당선 |
| 1978년 선거 | 하원의원 (쿠방파수 선거구) | 5대  | 통일말레이국민조직      | 64.64%   | 18,198표 | 1위  | 쿠방파수 하원의원 당선 |
| 1982년 선거 | 하원의원 (쿠방파수 선거구) | 6대  | 통일말레이국민조직      | 73.67%   | 24,524표 | 1위  | 쿠방파수 하원의원 당선 |
| 1986년 선거 | 하원의원 (쿠방파수 선거구) | 7대  | 통일말레이국민조직      | 71.48%   | 25,452표 | 1위  | 쿠방파수 하원의원 당선 |
| 1990년 선거 | 하원의원 (쿠방파수 선거구) | 8대  | 통일말레이국민조직      | 78.07%   | 30,681표 | 1위  | 쿠방파수 하원의원 당선 |
| 1995년 선거 | 하원의원 (쿠방파수 선거구) | 9대  | 통일말레이국민조직      | 77.12%   | 24,495표 | 1위  | 쿠방파수 하원의원 당선 |
| 1999년 선거 | 하원의원 (쿠방파수 선거구) | 10대 | 통일말레이국민조직      | 63.22%   | 22,399표 | 1위  | 쿠방파수 하원의원 당선 |
| 2018년 선거 | 하원의원 (랑카위 선거구)   | 14대 | 말레이시아 원주민연합당 | 54.90%   | 18,954표 | 1위  | 랑카위 하원의원 당선   |
| 2022년 선거 | 하원의원 (랑카위 선거구)   | 15대 | 조국투사당              | 9.62%    | 4,566표  | 4위  | 낙선                   |

### 내용주
1. ↑  Tun은 국왕이 비왕족에게 수여하는 작위 중 최고의 작위
2. ↑  Mahathir's birth certificate gives his date of birth as 20 December. He was actually born on 10 July; his biographer Barry Wain explains that 20 December was an "arbitrary" date chosen by Mahathir's father for official purposes.[1]
3. ↑  90년대 초반에 KBS에서 방영된 주말 연속극 야망의 세월에서 실권이 없던 부수상 “아틸” 이란 인물이 이명박을 모델로 한 주인공 박형철과 친분을 쌓는 내용이 나오는데 이는 실제 이명박과 마하티르가 인연을 맺은 이야기를 그대로 따왔다.

### 참고주
1. 1 2  Wain 2010, 8쪽
2. ↑  Wain 2010, 5–6쪽
3. ↑  Wain 2010, 4–5쪽
4. ↑  Wain 2010, 6–7쪽
5. 1 2 3 4 5  브리태니커 백과사전. “Mahathir bin Mohamad”. 2012년 4월 2일에 확인함.
6. 1 2  Tan & Vasil, p. 51
7. 1 2  Wain 2010, 28쪽
8. ↑  Wain 2010, 26쪽
9. ↑  Milne & Mauzy 1999, 64쪽
10. ↑  Wain 2010, 39쪽
11. 1 2  하기와라 (1996) pp.168-195
12. ↑  Kit G. Machado (1987년 6월). “Malaysian Cultural Relations with Japan and South Korea in the 1980s: Looking East”. 《Asian Survey》 (영어) 27 (6): 638. doi:10.1525/as.1987.27.6.01p00645. The prime minister, Datuk Seri Mahathir bin Mohamad, urges Malaysians to look to both Japan and South Korea "for inspiration, methods, and skills" and "to emulate and learn ... [their] work ethics and attitudes" in order to further the country's economic progress.1 ... 1. Address at the 5th ASEAN-Japan Symposium in Kuala Lumpur, August 24, 1982, in Foreign Affairs Malaysia (hereinafter FAM), 15:3 (September 1982), p. 228.
13. ↑  세계일보 (2023년 8월 13일). “말레이 집권세력, 지방선거 수도권 수성…‘동방정책’ 마하티르 한 표 행사 [박종현의 아세안 코너]”.
14. ↑  조선일보 (2024년 5월 22일). “[ALC]99세 마하티르 前 말레이 총리 “노동 대하는 태도가 국가 성공 결정””.
15. ↑  Wain 2010, 40쪽
16. ↑  Milne & Mauzy 1999, 28쪽
17. ↑  Sankaran & Hamdan 1988, 18–20쪽
18. ↑  Milne & Mauzy 1999, 30–31쪽
19. ↑  Branigin, William (1992년 12월 29일). “MALAYSIA'S MONARCHS OF MAYHEM”. 《Washington Post》 (미국 영어). ISSN 0190-8286.
20. ↑  “Dr M: I would have died from first heart attack if not for science”. 《Malaysiakini》. 2018년 7월 10일.
21. ↑  “아세안 ASEAN이뛴다〈상〉'주목 빅5'…경제변혁 예고”. 《매일경제》. 1994년 3월 8일.
22. ↑  “마하티르 말레이시아 총리”. 《시사저널》. 2002년 7월 8일.
23. ↑  “마하티르 모하마드/기죽지않는 '아시아의독설'”. 《한겨레신문사》. 1998년 1월 1일.
24. 1 2  “마하티르 전 말레이시아 총리, 그가 말하는 외환위기 극복경험”. 2014년 6월 24일.
25. ↑  “말레이시아 '자본통제' 시의적절 .. IMF, 마하티르정책 호평”. 1999년 9월 9일.
26. ↑  “Parliament dissolves today”. 《New Straits Times》. 1999년 11월 11일.
27. ↑  “Guessing game over, Parliament is dissolved”. 《Business Times》. 1999년 11월 11일.
28. ↑  “Polling on Nov 29”. 《Business Times》. 1999년 11월 13일.
29. ↑  “Victory for BN”. 《The Malay Mail》. 1999년 11월 30일.
30. ↑  “BN gets two-thirds majority mandate”. 《Business Times》. 1999년 11월 30일.
31. ↑  “Malaysians keep faith in Barisan to lead country”. 《Business Times》. 1999년 11월 30일.
32. ↑  “PM: Win proves BN still the party of choice for rakyat”. 《Business Times》. 1999년 11월 30일.
33. ↑  “한- 말레이시아 수교 60주년 기념 정세균 총리- 마하티르 총리 축하 서한 교환”. 2020년 2월 23일.
34. ↑  “Looking to Korea for hi-tech and ICT”. 《New Straits Times》. 2002년 5월 23일.
35. ↑  “Seoul expresses strong support for formalised Asean plus 3”. 《New Straits Times》. 2002년 5월 24일.
36. ↑  “KL hopes Seoul will back call for conference on terrorism”. 《Business Times》. 2002년 5월 24일.
37. ↑  “Party leaders and members surprised by sudden turn of events”. 《New Sunday Times》. 2002년 6월 23일.
38. ↑  “Dr M persuaded to stay on”. 《New Sunday Times》. 2002년 6월 23일.
39. ↑  “Malaysians bid farewell to a dedicated leader”. 《New Straits Times》. 2003년 11월 1일.
40. ↑  “Thank you, Dr Mahathir; welcome, Pak Lah!”. 《The Malay Mail》. 2003년 11월 1일.
41. ↑  “Veteran teachers applaud Government's English move”. 《New Straits Times》 (영어). 2003년 1월 6일.
42. ↑  “Maths, Science: Hardly any glitch in switch to English”. 《New Straits Times》 (영어). 2003년 1월 14일.
43. ↑  “Following Najib’s RM100m property request, Dr Mahathir says he bought Putrajaya land offered for free with own money after retiring as PM”. 《yahoo news》 (영어). 2021년 11월 23일.
44. ↑  머니투데이 (2008년 2월 26일). “이명박과 마하티르의 30년 우정”.
45. ↑  Newsdesk, News Update The Star (2007년 5월 14일). “Dr M admitted to Langkawi Hospital after breathing difficulties”. 《The Star》 (영어).
46. ↑  MURAD, DINA (2016년 2월 29일). “Dr Mahathir quits Umno, again”. 《The Star》 (영어).
47. ↑  “Mahathir quits Malaysia's ruling UMNO party, protesting corruption”. 《Reuters》 (영어). 2016년 2월 29일.
48. ↑  “Mahathir Mohamad Quits Malaysia’s Governing Party, Citing Corruption”. 《New York Times》 (영어). 2016년 2월 29일.
49. ↑  “Mahathir quits Malaysia's ruling UMNO party, protesting corruption”. 《CNBC》 (영어). 2016년 2월 29일.
50. ↑  Holmes, Oliver (2016년 3월 23일). “Former Malaysian premier Mahathir sues PM Najib over 'abuse of power'”. 《The Guardian》 (영국 영어). ISSN 0261-3077.
51. ↑  “Malaysia's Mahathir sues PM Najib, alleging abuse of power”. 《Reuters》 (영어). 2016년 3월 23일.
52. ↑  “Mahathir Mohamad: Ex-Malaysia PM, 92, to run for office”. 《BBC News》 (영어). 2018년 1월 8일.
53. ↑  “Malaysia's Mahathir Mohamad sworn in after shock comeback victory”. 《BBC News》 (영국 영어). 2018년 5월 10일. 2021년 3월 12일에 확인함.
54. ↑  “Malaysia's Mahathir Mohamad is now the world's oldest leader” (영어). 2021년 4월 10일에 확인함.
55. ↑  “Pakatan Harapan wins 14th General Election”. 《New Straits Times》. 2018년 5월 10일.
56. ↑  “Malaysia’s opposition pulls off shocking election win”. 《aljazeera.com》 (영어). 2018년 5월 10일.
57. ↑  “‘말레이시아 국부이자 독재자’…92세 마하티르의 화려한 복귀”. 《chosun.com》. 2018년 5월 10일.
58. ↑  “1MDB poses fresh threat to Najib”. 2019년 5월 25일에 원본 문서에서 보존된 문서. 2021년 9월 14일에 확인함.
59. ↑  ANIS, JOSEPH KAOS Jr and MAZWIN NIK (2018년 5월 23일). “Cabinet members agree to 10 percent salary cut” (영어).
60. ↑  Correspondent, Hazlin HassanMalaysia (2018년 5월 23일). “Malaysia Cabinet members agree to 10% salary cut in move to curb government spending”. 《The Straits Times》 (영어). ISSN 0585-3923.
61. ↑  “GST zero rated from June 1” (영어). 2018년 5월 16일.
62. ↑  “Malaysia says GST reduced to zero per cent from 6 per cent, fulfilling PH promise”. 《The Straits Times》 (영어). 2018년 5월 16일. ISSN 0585-3923.
63. ↑  “Malaysia's GST zero-rated from June 1: Mahathir”. 《Xinhuanet》. 2018년 5월 16일.
64. ↑  “Malaysia’s Mahathir government appoints Tengku Maimun as first female chief justice” (영어). 2019년 5월 2일.
65. ↑  LOHESWAR, R. (2019년 10월 5일). “Dr M launches Shared Prosperity Vision, new roadmap to make Malaysia roar by 2030”. 《Malay Mail》 (영어).
66. ↑  “Malaysia Scraps Multibillion-Dollar High-Speed Rail Project to Singapore”. 《Bloomberg.com》 (영어). 2018년 5월 28일.
67. ↑  SIVANANDAM, RASHVINJEET S. BEDI and HEMANANTHANI (2018년 5월 29일). “Govt cancels HSR mega project” (영어).
68. ↑  “Dr Mahathir arrives in Hangzhou to begin five-day China visit”. 《New Straits Times》. 2018년 8월 17일.
69. ↑  “Malaysia's Mahathir cancels China-backed rail, pipeline projects”. 《Reuters》 (영어). 2018년 8월 21일.
70. ↑  Hornby, Lucy (2018년 8월 20일). “Mahathir Mohamad warns against ‘new colonialism’ during China visit”. 《Financial Times》.
71. ↑  “Malaysia's Mahathir warns against 'new colonialism' during China visit”. 《ABC News》 (오스트레일리아 영어). 2018년 8월 20일.
72. ↑  “[Speech text] Dr Mahathir at 73rd UN General Assembly”. 《New Straits Times》 (영어). 2018년 9월 28일.
73. ↑  Bernama (2018년 6월 9일). “Mahathir on working visit to Japan from June 10 to 12”. 《Malaysiakini》.
74. ↑  “安倍首相、マレーシア首相と会談 新たな円借款を検討：朝日新聞デジタル” (일본어). 2018년 6월 12일. 2023년 6월 10일에 원본 문서에서 보존된 문서.
75. ↑  INC, SANKEI DIGITAL (2018년 6월 12일). “日マレーシア首脳会談 ルックイースト政策強化へ マハティール氏、対日関係重視鮮明” (일본어).
76. ↑  “Dr M meets Abe, invites Japan to invest in M’sia”. 2018년 6월 12일.
77. ↑  Jakarta, MERGAWATI ZULFAKAR in (2018년 6월 29일). “Mahathir receives warm welcome in Indonesia” (영어).
78. ↑  Post, The Jakarta (2018년 6월 29일). “Jokowi, Mahathir discuss migrant worker protection, border settlement” (영어).
79. ↑  antaranews.com, 2018-06-29. “Indonesia, Malaysia should jointly repel eu pressure on palm: Mahathir Mohammad”.
80. ↑  Correspondent, Francis ChanGlobal Affairs (2018년 6월 29일). “Malaysian PM Mahathir hopes for stronger ties with Indonesia”. 《The Straits Times》 (영어). ISSN 0585-3923.
81. ↑  “Joko Widodo meets with Dr Mahathir in Putrajaya”. 《New Straits Times》. 2019년 8월 9일.
82. ↑  “필리핀-말레이시아 정상회담”. 《www.emerics.org》. 2019년 7월 18일.
83. ↑  “말레이시아와 필리핀, 경제 성장 및 테러 방지에 협력”. 《Indo-Pacific Defense Forum》. 2019년 3월 5일.
84. ↑  “Malaysian PM visits Thailand”. 《The Asean Post》 (영어). 2018년 10월 25일.
85. ↑  “PM accorded official welcoming ceremony in Bangkok”. 《The Malay Mail》 (영어). 2018년 10월 24일.
86. ↑  “Malaysia's Mahathir pledges to help end violence in Thai south”. 《Reuters》 (영어). 2018년 10월 24일.
87. 1 2  “말레이시아 "말레이-북한 관계 해결할 것"”. 《voakorea.com》. 2019년 2월 12일.
88. ↑  성혜미 (2019년 10월 29일). “말' 총리, 최룡해 만나… 김정남 암살 후 관계 정상화 논의”. 《연합뉴스》.
89. ↑  “말레이시아 총리·최룡해 회담…김정남 암살 후 관계 정상화 논의”. 《news.kbs.co.kr》. 2019년 10월 29일.
90. ↑  “北최룡해·말레이시아 총리 회담...관계 정상화 논의”. 《YTN》. 2019년 10월 29일.
91. ↑  “PM: UK investors upbeat about Malaysia’s economic potential” (영어). 2019년 6월 18일.
92. ↑  “Malaysia keen in Russia’s space tech, says report”. 《Malay Mail》 (영어). 2019년 9월 5일.
93. ↑  “Malaysia keen on access to Russia space tech”. 《The Malaysian Insight》 (영어). 2019년 9월 5일.
94. ↑  “Malaysia considering Russian offers on new MiGs: PM”. 《The Sun Daily》 (영어). 2019년 9월 5일.
95. ↑  Times, New Straits (2019년 11월 19일). “Dr Mahathir suffers nose bleed during aborted press conference” (영어).
96. ↑  Palansamy, Yiswaree (2019년 11월 19일). “PM’s nosebleed ends press conference prematurely”. 《The Malay Mail》 (영어).
97. ↑  “PM stops press conference because of nose-bleed, aide says he’s fine”. 《The Star》 (영어). 2019년 11월 19일.
98. ↑  CNN, Helen Regan and Ushar Daniele (2020년 2월 24일). “Malaysia's Mahathir Mohamad resigns as Prime Minister”.
99. ↑  RAZAK, RADZI (2020년 5월 28일). “Dr Mahathir, Mukhriz and three other MPs sacked from Bersatu”. 《The Malay Mail》 (영어).
100. ↑  Chief, Shannon TeohMalaysia Bureau (2020년 5월 28일). “Former Malaysian PM Mahathir and supporters removed from ruling Bersatu party”. 《The Straits Times》 (영어). ISSN 0585-3923.
101. ↑  “Dr Mahathir unveils latest party — Pejuang”. 《The Malaysian Reserve》 (영어). 2020년 8월 13일.
102. ↑  기자, 임선영 (2021년 3월 8일). “96세 마하티르도, 달라이 라마도 맞았다…지도자들 백신 접종 행렬”.
103. ↑  Chief, Shannon TeohMalaysia Bureau (2022년 1월 22일). “Malaysia's ex-PM Mahathir 'responding well' to treatment after readmission to hospital”. 《The Straits Times》 (영어). ISSN 0585-3923.
104. ↑  성혜미 (2022년 3월 31일). “96세 마하티르 말레이시아 전 총리 "살아있는 게 기적"”. 《연합뉴스》.
105. ↑  “[인재개발부] 마하티르 (전)총리와 연구연수생 간담회”. 2022년 7월 14일.
106. ↑  “Mahathir leads new 'Malay movement' to fight in next Malaysian national polls”. 《The Straits Times》 (영어). 2022년 8월 4일. ISSN 0585-3923.
107. ↑  “Mahathir launches Malay political alliance with election in sights” (영국 영어). 2022년 8월 5일.
108. ↑  “Ex-Malaysian leader Mahathir, 97, hospitalized with COVID-19”. 《Apnews》 (영어). 2022년 8월 31일.
109. ↑  Reuters (2022년 8월 31일). “Malaysia's Mahathir, 97, in hospital after testing positive for COVID”. 《Reuters》 (영어).
110. ↑  “Mahathir Mohamad: Former Malaysia PM to run for office aged 97”. 《BBC News》 (영국 영어). 2022년 10월 11일.
111. ↑  Magramo, Kathleen (2022년 10월 12일). “Aged 97, Malaysia's former leader Mahathir Mohamad is running for parliament again” (영어).
112. ↑  “Mahathir to defend Langkawi seat in GE15”. 《MalaysiaNow》 (영어). 2022년 10월 11일.
113. ↑  Reuters (2022년 11월 19일). “Malaysia ex-PM Mahathir loses seat in first election defeat in 53 years”. 《Reuters》 (영어).
114. ↑  Editor, Kang Wan ChernAssistant Business (2022년 11월 20일). “Malaysia election: Mahathir loses in Langkawi, his first electoral defeat since 1969”. 《The Straits Times》 (영어). ISSN 0585-3923.
115. ↑  Editor, Keval SinghAssistant Foreign (2022년 11월 23일). “Former PM Mahathir to focus on writing about Malaysia’s history, after shock defeat in polls”. 《The Straits Times》 (영어). ISSN 0585-3923.
116. ↑  “Malaysia's Mahathir says will focus on writing after poll defeat”. 《Today Online》 (영어). 2022년 11월 23일. 2023년 9월 17일에 원본 문서에서 보존된 문서.
117. ↑  “Dr Mahathir admitted to IJN for an infection” (영어). 2023년 8월 3일.
118. ↑  Ong, Justin (2023년 8월 3일). “Dr Mahathir in IJN, aides confirm” (영어).
119. ↑  “Malaysian ex-PM Mahathir admitted to hospital for infection” (영어). 2023년 8월 3일. 2023년 8월 4일에 원본 문서에서 보존된 문서.
120. ↑  “Malaysia’s ex-PM Mahathir discharged from hospital after checks: Source”. 《The Straits Times》 (영어). 2023년 8월 4일. ISSN 0585-3923.
121. ↑  Presse, AFP-Agence France (2023년 8월 4일). “Malaysia Ex-PM Mahathir Discharged From Hospital After Checks: Source” (미국 영어).
122. ↑  “Tun M admitted to IJN for treatment of infection”. 《The Star》 (영어). 2024년 2월 13일.
123. ↑  Rahim, Rahimy (2024년 2월 20일). “Dr Mahathir is conscious, dismisses claim he is in critical condition: Aide” (영어).
124. ↑  “Malaysia's 98-year-old ex-PM Mahathir released from hospital”. 《Channel News Asia》 (영어). 2024년 3월 18일. 2024년 3월 19일에 원본 문서에서 보존된 문서.
125. ↑  “Dr Mahathir hospitalised at IJN over cough”. 《The Star》 (영어). 2024년 7월 18일.
126. ↑  “Dr M wishes Siti Hasmah 'Happy Birthday' with short video of them sharing tender moments” (영어). 2019년 7월 12일.
127. ↑  “Hindustan Times:: Leadership Summit”. 2008년 3월 6일. 2008년 3월 6일에 원본 문서에서 보존된 문서. 2021년 5월 15일에 확인함.
128. ↑  “＂마하티르 각하 많은 한국인이 존경＂”. 《donga.com》. 2003년 10월 8일.
129. 1 2  “말레이시아의 ‘國父’ 마하티르 전 총리”. 2011년 5월 18일.
130. 1 2  “말레이시아의 국제적 지도자 모하마드 총리, 정계에서 은퇴”. 《voakorea》. 2003년 10월 13일.
131. ↑  “Dr M ranked as second most powerful in Asia”. 《New Straits Times》. 1997년 5월 23일.
132. ↑  “Dr M - second most powerful man in Asia”. 《Business Times》. 1997년 5월 23일.
133. ↑  SPAETH, ANTHONY (1999년 12월 28일). “Breaking News, Analysis, Politics, Blogs, News Photos, Video, Tech Reviews”. 《Time》 (미국 영어). ISSN 0040-781X.
134. ↑  ““马哈蒂尔是中国敬重的老朋友”-观察者网”. 2013년 10월 5일.
135. ↑  “習近平主席,マレーシアのマハティール元首相と会見”. 2013년 10월 5일. 2021년 5월 23일에 원본 문서에서 보존된 문서.
136. ↑  “King Faisal award to Mahathir for services to Islam”. 《The Malay Mail》 (영어). 1997년 1월 15일.
137. ↑  “리콴유-마하티르 밀레니엄 성취상 정치분야 첫 수상”. 《동아일보》. 2001년 9월 11일.
138. ↑  “Dr Mahathir conferred Japan’s highest award”. 《The Malay Mail》 (영어). 2018년 11월 6일.
139. ↑  “Japan honours Malaysian PM Mahathir Mohamad”. 《South China Morning Post》 (영어). 2018년 11월 6일.
140. ↑  “Dr Mahathir, Dr Siti Hasmah conferred Tun title”. 《New Straits Times》 (영어). 2003년 11월 1일.
141. ↑  AR, By Joe Lee and Zurairi (2018년 6월 21일). “After triumph of ‘people power’, Dr M suggests lowering voting age to 18” (영어).
142. 1 2  “[함영준의 사람과 세상] 안팎 비난 속 개발독재 22년 … 퇴임 후엔 국민에게 존경”. 《https://www.joongang.co.kr》. 2014년 10월 12일. |웹사이트=에 외부 링크가 있음 (도움말)
143. ↑  “[천자칼럼] 마하티르”. 2006년 4월 4일.
144. ↑  “98세 마하티르 “모두 평등하길 바라면 모두 가난해져””. 《chosun.com》. 2023년 5월 18일.
145. ↑  “마하티르 “누구보다 만델라를 존경한다””. 《한겨레》. 2006년 3월 23일.
146. ↑  “말레이 총리 24년 마하티르 "미국이 양안갈등 부추기고 있다"”. 2023년 5월 8일.
147. ↑  “마하티르 말레이 전 총리 "일본 외교, 미중 대립과 선 그어야"”. 《hankyung.com》. 2023년 12월 15일.
148. ↑  “Mahathir allegedly works from 8:30am to 6pm every day”. 《mothership》 (영어). 2019년 5월 13일.
149. ↑  “마하티르 말레이시아 前총리, 동방정책과 한국을 말하다”. 2012년 8월 25일.
150. ↑  “한-말레이시아 수교 60주년 교류 역사가 담긴 갤러리 페르다나”. 2020년 2월 28일.
151. ↑  “98세 마하티르 "모두 평등하길 바라면 모두 가난해져"”. 《news.nate.com》. 2023년 5월 19일.
152. ↑  전, Admemerangin #teammalaysia • 5년 (2018년 5월 14일). “Why Tun Mahathir should be respected !” (영어).
153. ↑  성혜미 (2019년 7월 10일). “마하티르 말레이 총리 94번째 생일…최고령 국가 정상”. 《연합뉴스》.
154. ↑  “Asset declaration: Dr M RM32.3m, DAP's Ngeh tops list with RM75.8m”. 《Malaysiakini》 (영어). 2018년 11월 23일.
155. ↑  성혜미 (2021년 5월 13일). “마하티르 말레이 전 총리, 체온 안 재고 모스크 입장…경찰 수사”.